# Gary Ryan
Gary Ryan, född den 12 juni 1972, är en irländsk före detta friidrottare som tävlade i kortdistanslöpning.
Ryans främsta merit är att han ingick i det irländska stafettlaget på 4 x 400 meter som blev bronsmedaljörer vid inomhus-VM 2004 i Budapest efter Jamaica och Ryssland.

## Personliga rekord
- 100 meter - 10,35
- 200 meter - 20,67